# بغنونية ياسمينية
بغنونية ياسمينية (الاسم العلمي:Bignonia jasminoides) هي نوع من النباتات يتبع جنس البغنونية من الفصيلة البنيونية.